# Vlag van Mie

Vlag van Mie (ratio 1:√2)

De prefecturale vlag van Mie bestaat uit een groen vlak met een wit gestileerd hiragana-karakter み [mi] die eruitziet als een pijl omhoog om een beeld te creëren van de vooruitgang van de prefectuur. De cirkel staat voor de wereldberoemde parelcultuur in de Ago-baai. De prefecturale vlag werd op 20 april 1964 aangenomen.